# هواگرد ترابری نظامی

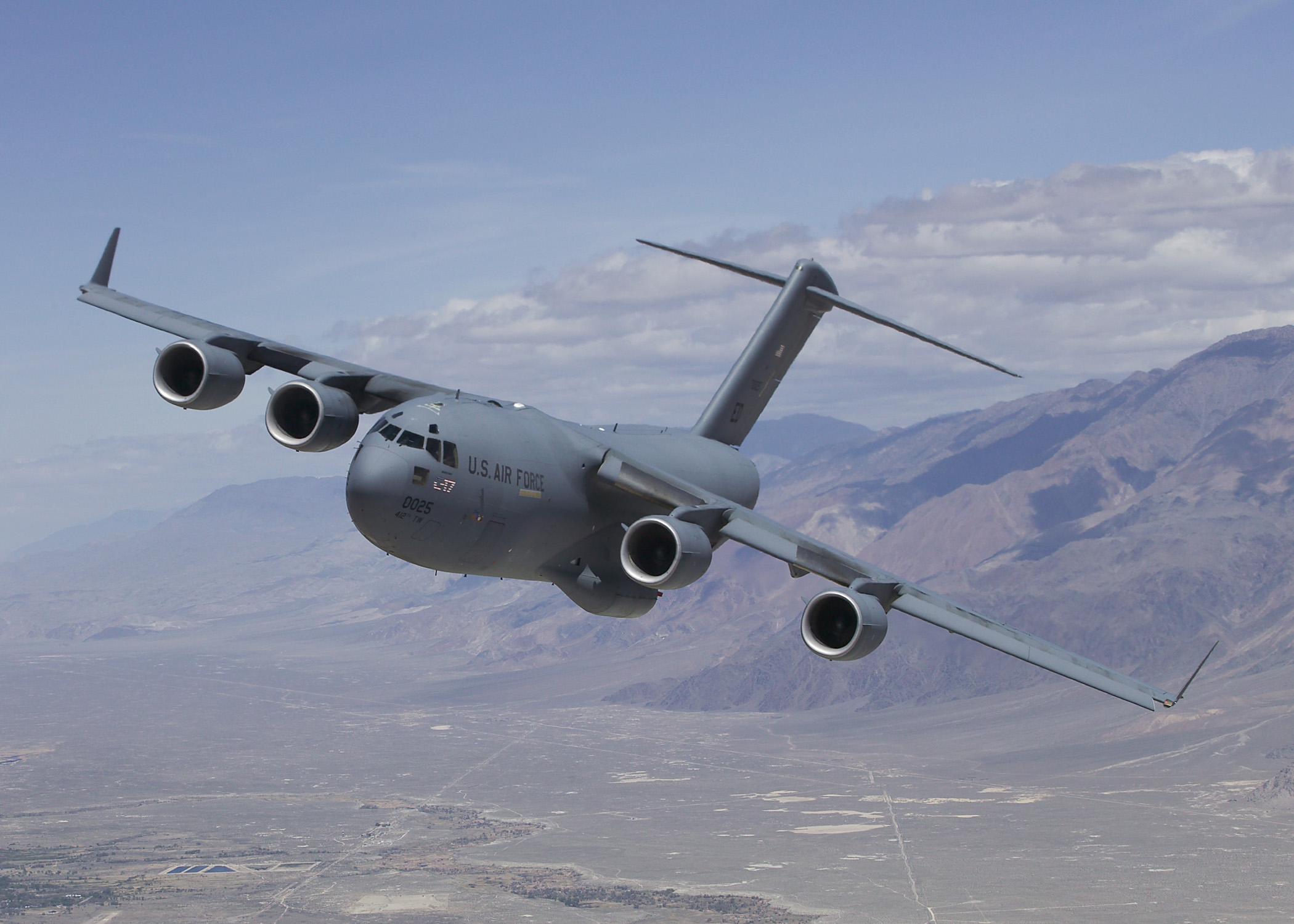
بوئینگ سی-۱۷ گلوبمستر ۳ بزرگ‌ترین هواپیمای حمل‌ونقل نظامی ایالات متحده

هواگرد ترابری نظامی به هواپیماها یا بالگردهایی گفته می‌شود که مأموریت اصلی آن‌ها انتقال نیروها و تجهیزات نظامی است. این هواگردها معمولاً خارج از چهارچوب مسیرهای هوایی تجاری پرواز می‌کنند. نخستین بار در طی جنگ جهانی دوم از هواپیماهای بمب‌افکن سنگین برای جابه‌جایی نیروهای هوابرد استفاده شد، ولی پس از پایان جنگ، هواگردهایی صرفاً جهت ترابری نظامی ساخته شد.

## نگارخانه

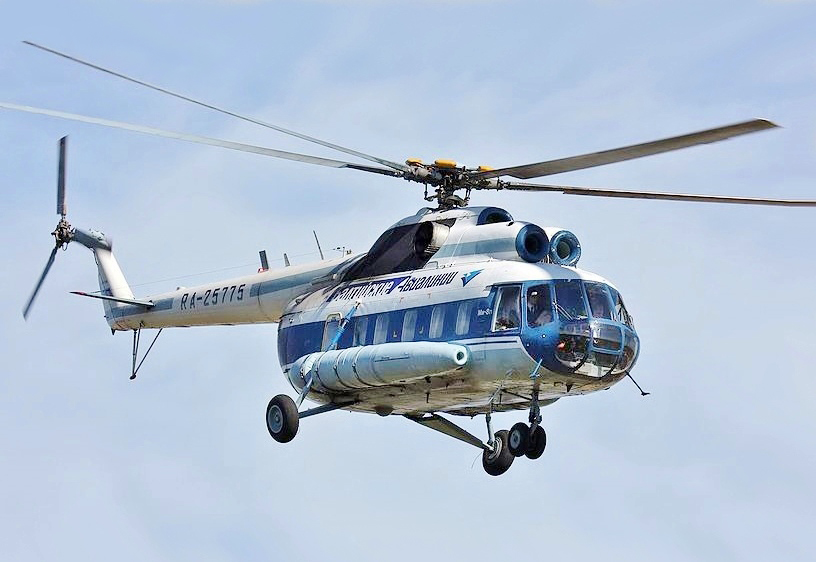
میل می-۸
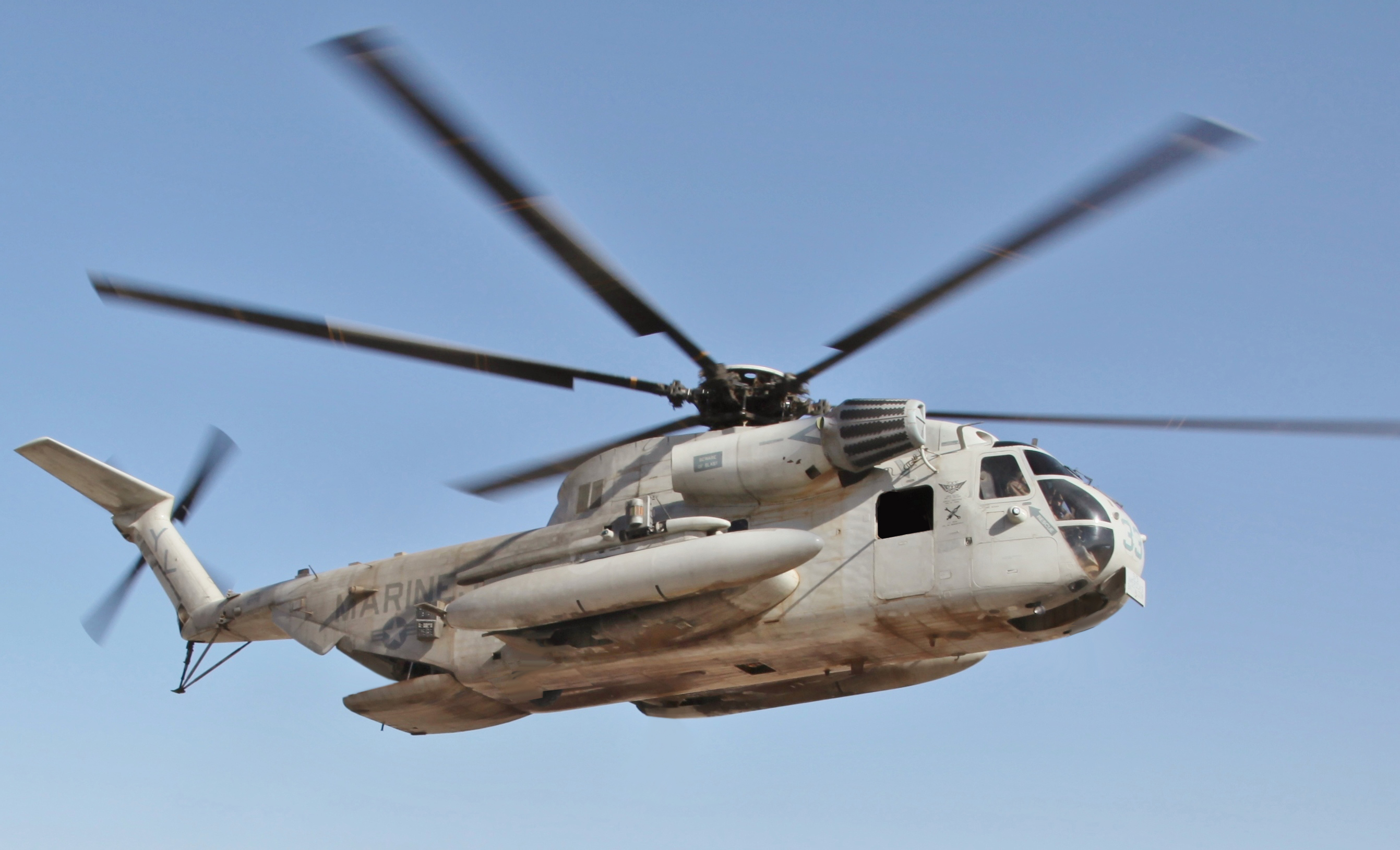
سیکورسکی سی استالیون
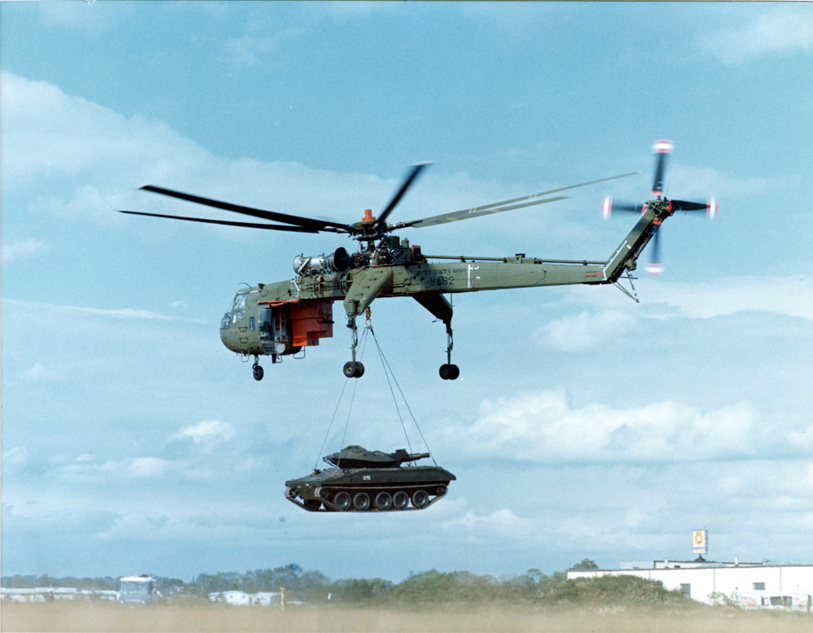
سیکورسکی تارهه
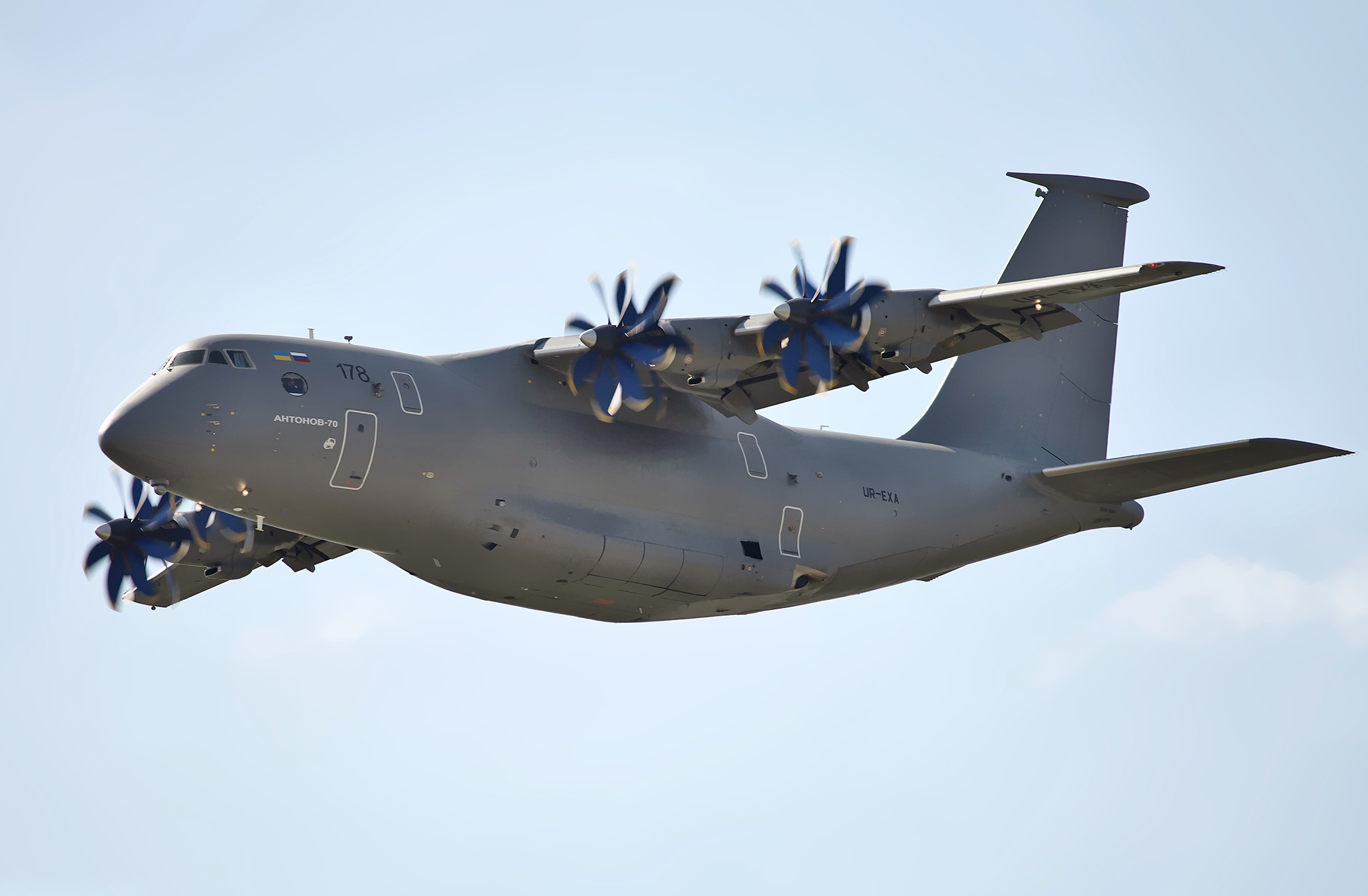
آنتونوف ای‌ان-۷۰
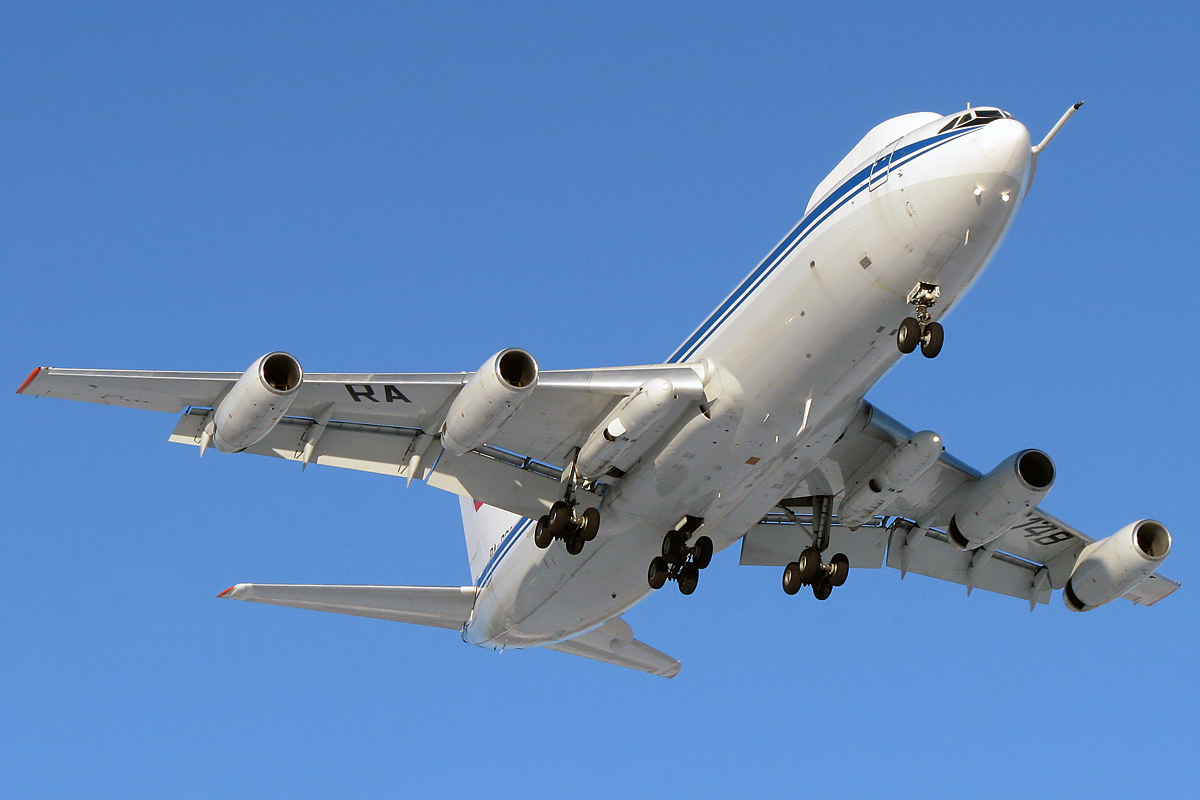
ایلیوشین ایل-۸۰
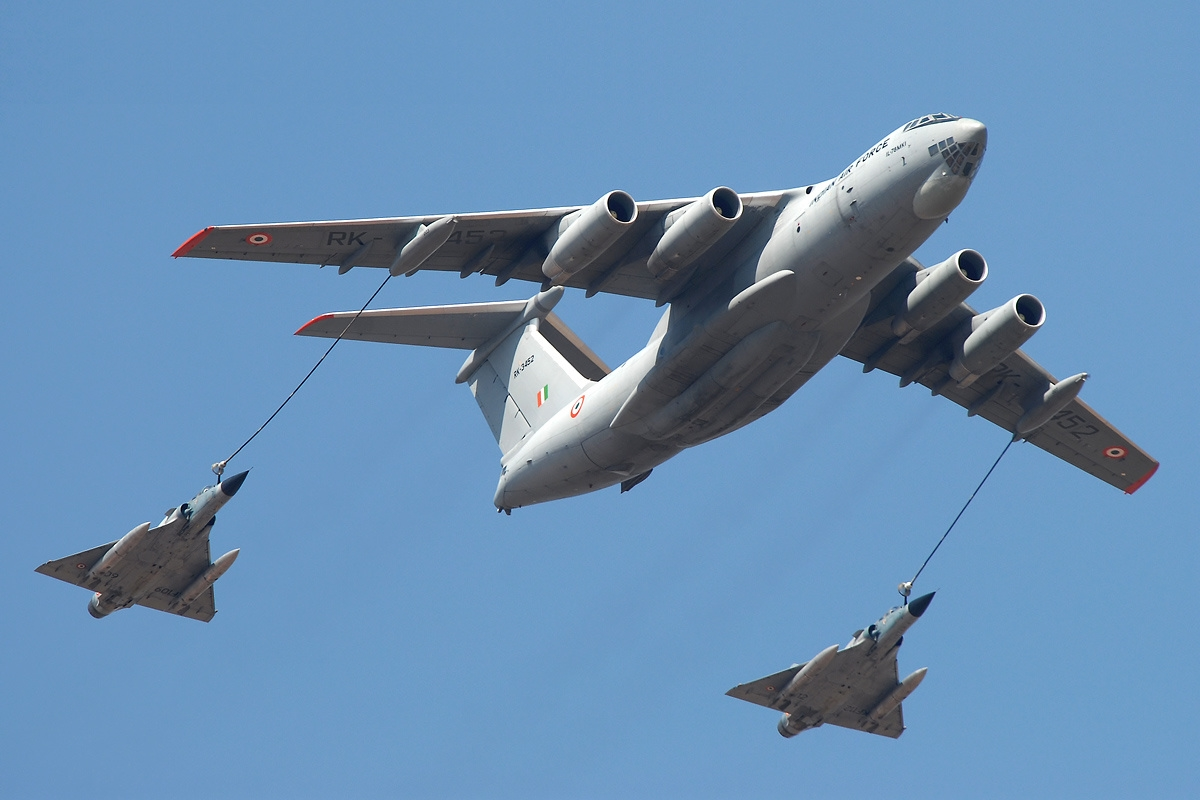
ایلیوشین ایل-۷۸
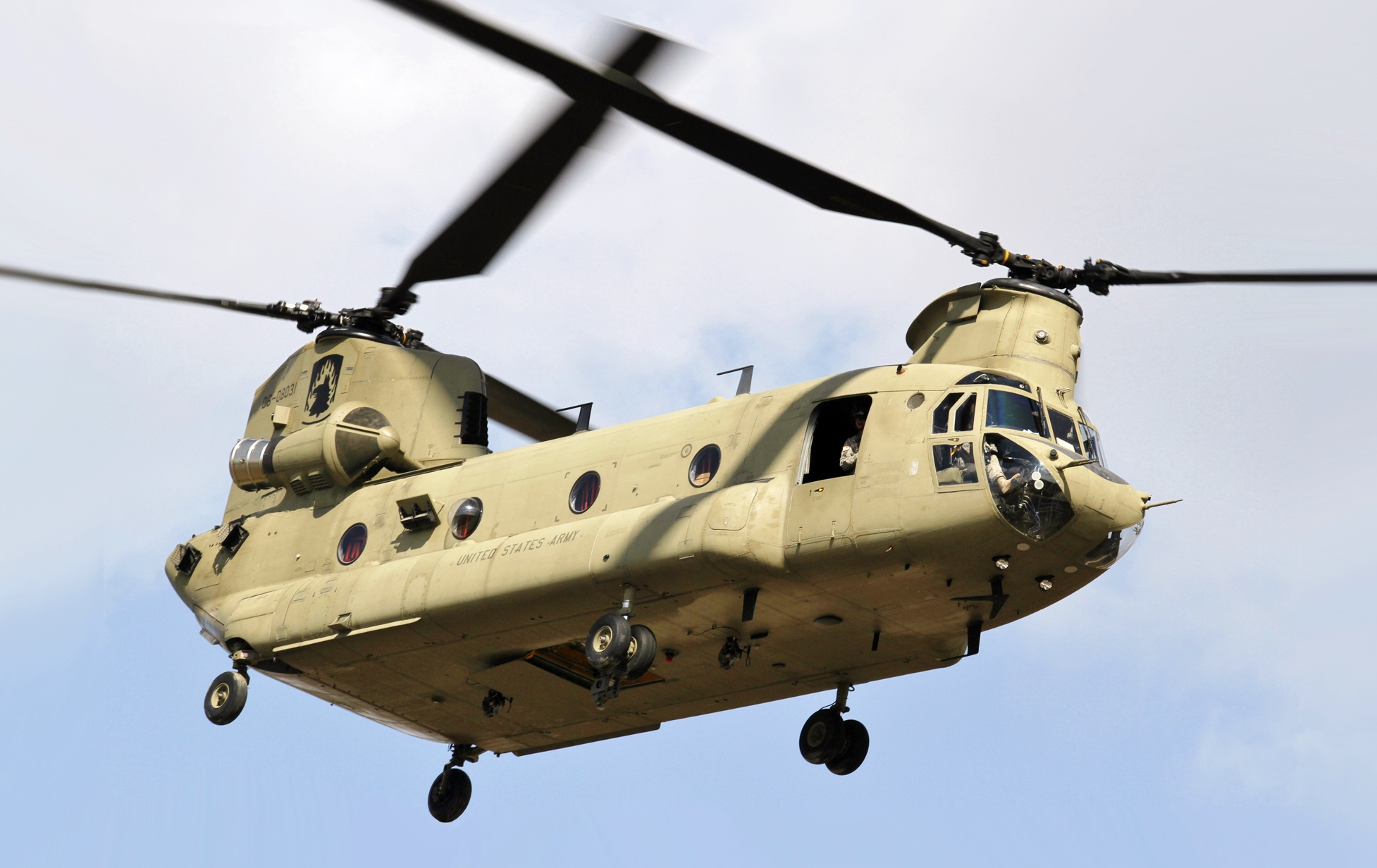
بوئینگ شینوک
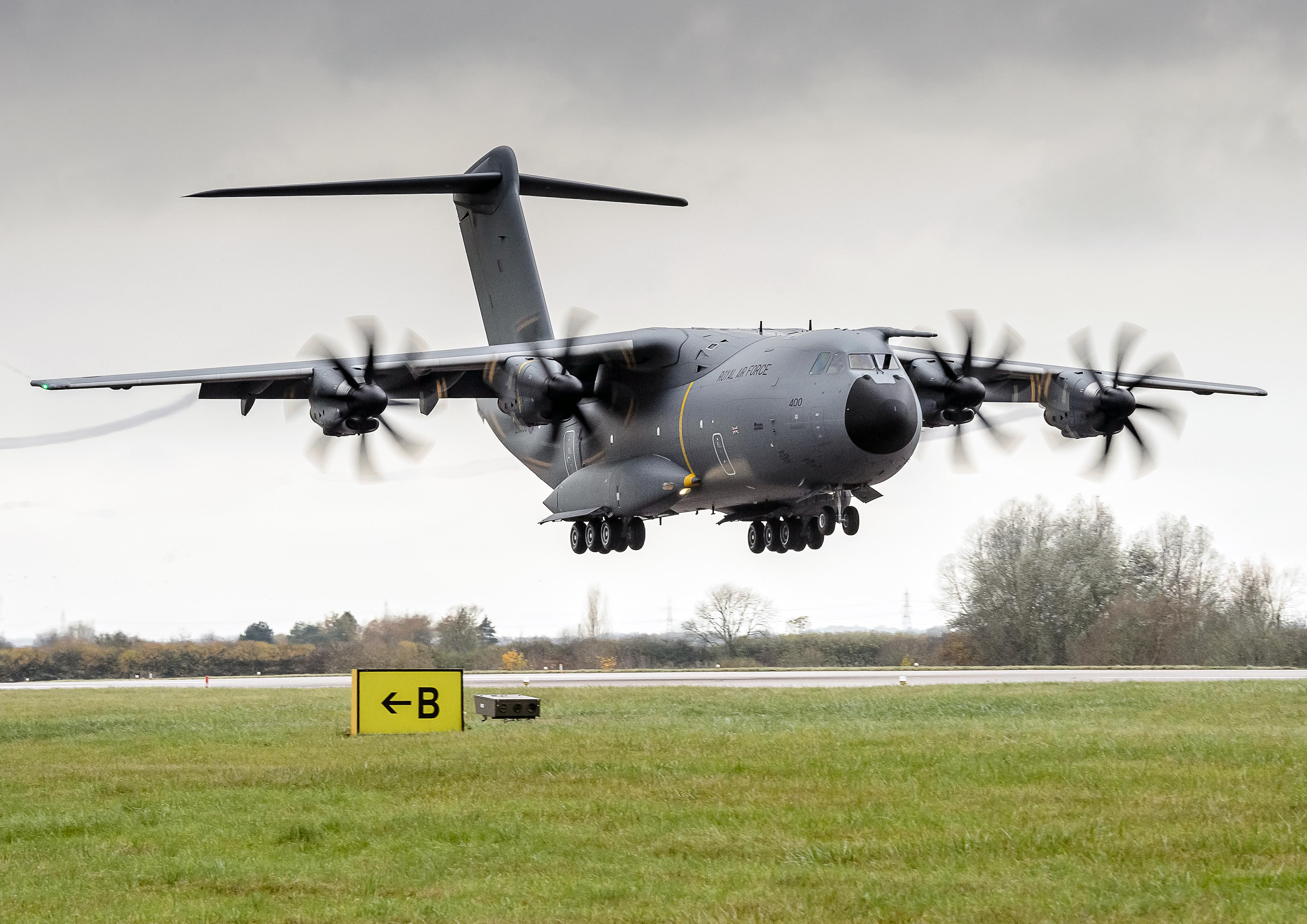
ایرباس اطلس